# Liste der Geotope im Landkreis Emmendingen
Diese sortierbare Liste der Geotope im Landkreis Emmendingen enthält die Geotope des baden-württembergischen Landkreises Emmendingen, die amtlichen Bezeichnungen für Namen und Nummern sowie deren geographische Lage. Die Geotope sind im Geotop-Kataster Baden-Württemberg dokumentiert und umfassen Aufschlüsse von Gesteinen, Böden, Mineralien und Fossilien sowie besondere Landschaftsteile.

## Liste
Im Landkreis sind 62 Geotope (Stand 3. März 2022) offiziell vom Landesamt für Geologie, Rohstoffe und Bergbau (LGRB) ausgewiesen:
| Steckbrief Nr. (PDF) | Name                                                                               | Geotoptyp          | Gemeinde/Stadt, Gemarkung              | Koordinaten                     | Bild | Bemerkungen                                                                                         |
| -------------------- | ---------------------------------------------------------------------------------- | ------------------ | -------------------------------------- | ------------------------------- | ---- | --------------------------------------------------------------------------------------------------- |
| 716                  | Huberfelsen, Gutach                                                                | Felsformation      | Elzach Gemarkung Prechtal              | 48° 12′ 35,6″ N, 8° 10′ 18,3″ O |      | Geologische Einheit: Triberg-Granit Status: mit geschützt (NSG Prechtaler Schanze-Ecklesberg)       |
| 717                  | Sieben Felsen (Felsgruppe im Fischergrund), Elzach                                 | Felsformation      | Elzach Gemarkung Yach                  | 48° 8′ 38,2″ N, 8° 7′ 53,2″ O   |      | Geologische Einheit: Triberg-Granit Status: mit geschützt (NSG Yacher Zinken)                       |
| 718                  | Aufgelassener Steinbruch Schneiderbauernhof, Elzach                                | Aufschluss         | Elzach Gemarkung Yach                  | 48° 9′ 16,8″ N, 8° 7′ 16,7″ O   |      | Geologische Einheit: Triberg-Granit Status: mit geschützt (NSG Prechtaler Schanze-Ecklesberg)       |
| 719                  | Aufg. Steinbruch Hornwald Südspitze, Emmendingen                                   | Aufschluss         | Emmendingen Gemarkung Kollmarsreute    | 48° 5′ 47,8″ N, 7° 53′ 46,8″ O  |      | Geologische Einheit: Oberer Buntsandstein Status: geschützt                                         |
| 720                  | Steinbruch im Aubächle nahe dem ehemaligen Kloster Tennenbach, Freiamt             | Aufschluss         | Freiamt                                | 48° 8′ 44,4″ N, 7° 53′ 25,2″ O  |      | Geologische Einheit: Mittlerer Buntsandstein Status: geschützt (Naturdenkmal Steinbrüche (Freiamt)) |
| 721                  | Aufgelassener Steinbruch Ehrleshalden, Herbolzheim                                 | Aufschluss         | Herbolzheim                            | 48° 13′ 55,4″ N, 7° 46′ 49,8″ O |      | Geologische Einheit: Oberer Muschelkalk Status: mit geschützt (NSG Steinbruch Ehrleshalden)         |
| 722                  | Aufgelassener Steinbruch am Humberg, Sasbach                                       | Aufschluss         | Sasbach Gemarkung Jechtingen           | 48° 6′ 39,7″ N, 7° 35′ 16,7″ O  |      | Geologische Einheit: Tephrit Status: geschützt                                                      |
| 723                  | Aufg. Steinbruch I am Limberg, Sasbach                                             | Aufschluss         | Sasbach                                | 48° 9′ 2,9″ N, 7° 36′ 10,8″ O   |      | Geologische Einheit: Limburgit Status: mit geschützt (NSG Limberg)                                  |
| 724                  | Aufg. Steinbruch II und Felswand unterh. der Ruine Limburg am SW-Hang des Limbergs | Aufschluss         | Sasbach                                | 48° 8′ 57,3″ N, 7° 36′ 4,7″ O   |      | Geologische Einheit: Limburgit Status: mit geschützt (NSG Limberg)                                  |
| 725                  | Aufg. Steinbruch V am Limberg, Sasbach                                             | Aufschluss         | Sasbach                                | 48° 8′ 49,9″ N, 7° 36′ 10,2″ O  |      | Geologische Einheit: Limburgit Status: mit geschützt (NSG Limberg)                                  |
| 726                  | Aufg. Steinbruch VI am Limberg, Sasbach                                            | Aufschluss         | Sasbach                                | 48° 8′ 48,3″ N, 7° 36′ 14,6″ O  |      | Geologische Einheit: Limburgit Status: mit geschützt (NSG Limberg)                                  |
| 727                  | Aufg. Steinbruch VII am Limberg, Sasbach                                           | Aufschluss         | Sasbach                                | 48° 8′ 46,7″ N, 7° 36′ 17″ O    |      | Geologische Einheit: Limburgit Status: mit geschützt (NSG Limberg)                                  |
| 728                  | Felswand unter der Ruine Limburg                                                   | Aufschluss         | Sasbach                                | 48° 8′ 54,7″ N, 7° 36′ 4,7″ O   |      | Geologische Einheit: Limburgit Status: mit geschützt (NSG Limberg)                                  |
| 729                  | Aufg. Steinbruch III am Limberg NNW von Sasbach                                    | Aufschluss         | Sasbach                                | 48° 8′ 52,5″ N, 7° 36′ 9,1″ O   |      | Geologische Einheit: Limburgit Status: mit geschützt (NSG Limberg)                                  |
| 730                  | Strassenböschung am Fuß des Lützelbergs, Sasbach                                   | Aufschluss         | Sasbach                                | 48° 8′ 37,3″ N, 7° 36′ 37,6″ O  |      | Geologische Einheit: Nephelinit Status: geschützt (Naturdenkmal Lützelberg)                         |
| 731                  | Granitblöcke beim Gottesackerbühl, Simonswald                                      | Felsformation      | Simonswald Gemarkung Altsimonswald     | 48° 6′ 33,7″ N, 8° 8′ 7,8″ O    |      | Geologische Einheit: Triberg-Granit Status: geschützt                                               |
| 732                  | Schlucht in den Gefällfelsen, Simonswald                                           | Landschaftselement | Simonswald Gemarkung Haslachsimonswald | 48° 7′ 12,7″ N, 8° 5′ 45″ O     |      | Geologische Einheit: Gneis Status: mit geschützt (NSG Kostgefäll)                                   |
| 733                  | Nonnenbachschlucht, Simonswald                                                     | Landschaftselement | Simonswald Gemarkung Obersimonswald    | 48° 4′ 36,2″ N, 8° 8′ 7,9″ O    |      | Geologische Einheit: Paragneis Status: geschützt                                                    |
| 734                  | Felswand an der Strasse beim Teichschlag, Simonswald                               | Aufschluss         | Simonswald Gemarkung Obersimonswald    | 48° 2′ 28″ N, 8° 7′ 33,8″ O     |      | Geologische Einheit: Paragneis Status: geschützt                                                    |
| 735                  | Zweribachwasserfälle, Simonswald                                                   | Wasserfall         | Simonswald Gemarkung Obersimonswald    | 48° 2′ 35,8″ N, 8° 5′ 34,9″ O   |      | Geologische Einheit: ? Status: mit geschützt (NSG Zweribach)                                        |
| 736                  | Steinbruch NE von Heimbach, Teningen                                               | Aufschluss         | Teningen Gemarkung Heimbach            | 48° 10′ 18,7″ N, 7° 50′ 21,6″ O |      | Geologische Einheit: Unterer Buntsandstein Status: geschützt (Naturdenkmal Steinbrüche (Heimbach))  |
| 737                  | Aufgelassener Steinbruch oberhalb Ruine Landeck, Teningen                          | Aufschluss         | Teningen Gemarkung Köndringen          | 48° 9′ 7,8″ N, 7° 50′ 18,9″ O   |      | Geologische Einheit: Oberer Muschelkalk Status: geschützt                                           |
| 738                  | Strassenanschnitt oberhalb Ruine Landeck, Teningen                                 | Aufschluss         | Teningen Gemarkung Köndringen          | 48° 9′ 7,5″ N, 7° 50′ 20,8″ O   |      | Geologische Einheit: Verwerfung Oberer Muschelkalk Oberer Buntsandstein Status: geschützt           |
| 739                  | Aufgelassener Steinbruch SW der Fabrik Gütermann, Waldkirch                        | Aufschluss         | Waldkirch Gemarkung Kollnau            | 48° 6′ 40,7″ N, 7° 58′ 39,2″ O  |      | Geologische Einheit: Orthogneis Status: geschützt                                                   |
| 740                  | Aufschlüsse W des Silberbrunnens bei Bahlingen                                     | Aufschluss         | Bahlingen                              | 48° 6′ 51,4″ N, 7° 42′ 42,1″ O  |      | Geologische Einheit: Melettaschichten                                                               |
| 741                  | Basis-Schichten der Ruine Hochburg und Steinbrüche am Hornwaldkamm NW von Sexau    | Aufschluss         | Emmendingen                            | 48° 7′ 0,1″ N, 7° 54′ 0,8″ O    |      | Geologische Einheit: Mittlerer Buntsandstein                                                        |
| 742                  | Vulkanschlot Maleck auf dem Buck SW oberhalb von Maleck                            | Vulkanschlot       | Emmendingen Gemarkung Maleck           | 48° 7′ 36,7″ N, 7° 52′ 55,7″ O  |      | Geologische Einheit: ?                                                                              |
| 743                  | Aufgelassene Ziegeleigrube (am S-Ende des Buck) bei Windenreute, Emmendingen       | Aufschluss         | Emmendingen Gemarkung Windenreute      | 48° 6′ 33,4″ N, 7° 52′ 39,6″ O  |      | Geologische Einheit: Unterer Muschelkalk                                                            |
| 744                  | Steinbruch und Schotterwerk Heuberg, Freiamt                                       | Aufschluss         | Freiamt                                | 48° 12′ 15″ N, 7° 57′ 15,5″ O   |      | Geologische Einheit: Rhyolith                                                                       |
| 745                  | Weisser Stein, Freiamt                                                             | Felsformation      | Freiamt                                | 48° 10′ 36,2″ N, 7° 55′ 52,8″ O |      | Geologische Einheit: Quarz                                                                          |
| 746                  | Weganschnitt bzw. alte Grubenbaue Freiamt Sägplatz, Freiamt                        | Aufschluss         | Freiamt                                | 48° 10′ 5,5″ N, 7° 54′ 57,8″ O  |      | Geologische Einheit: Verwerfung Mittlerer Buntsandstein Grundgebirge                                |
| 747                  | Felssockel der Ruine Keppenbach, Freiamt                                           | Aufschluss         | Freiamt                                | 48° 9′ 53,9″ N, 7° 54′ 58,5″ O  |      | Geologische Einheit: Orthogneis                                                                     |
| 748                  | Aufgelassener kleiner Steinbruch am Schlossberg, Freiamt                           | Aufschluss         | Freiamt                                | 48° 9′ 44″ N, 7° 55′ 18,6″ O    |      | Geologische Einheit: Orthogneis                                                                     |
| 749                  | Felsgruppe "Am Felsen", Freiamt                                                    | Felsformation      | Freiamt                                | 48° 9′ 18,5″ N, 7° 57′ 8,9″ O   |      | Geologische Einheit: Amphibolit                                                                     |
| 750                  | Aufschluss im Dörner E von Reichenbach                                             | Aufschluss         | Freiamt                                | 48° 9′ 59,1″ N, 7° 56′ 48,3″ O  |      | Geologische Einheit: Orthogneis                                                                     |
| 751                  | Weganschnitt W von Oberspitzenbach                                                 | Aufschluss         | Freiamt                                | 48° 10′ 35,9″ N, 7° 58′ 18″ O   |      | Geologische Einheit: Lamprophyr                                                                     |
| 752                  | Steinbruch E von Allmendsberg                                                      | Aufschluss         | Freiamt                                | 48° 9′ 17,3″ N, 7° 53′ 19,6″ O  |      | Geologische Einheit: Plattensandstein                                                               |
| 753                  | Steinbruch ca. 500 m W von Keppenbach                                              | Aufschluss         | Freiamt                                | 48° 8′ 33,5″ N, 7° 54′ 53,9″ O  |      | Geologische Einheit: Paragneis                                                                      |
| 754                  | Steinbruch am Stollen bei Gutach                                                   | Aufschluss         | Gutach im Breisgau Gemarkung Bleibach  | 48° 7′ 27,4″ N, 7° 59′ 29,5″ O  |      | Geologische Einheit: Orthogneis                                                                     |
| 755                  | Felsen am Gipfel des Vögelesteins                                                  | Felsformation      | Gutach im Breisgau Gemarkung Siegelau  | 48° 7′ 13,9″ N, 7° 58′ 22,1″ O  |      | Geologische Einheit: Paragneis                                                                      |
| 756                  | Weganschnitt E Trenklehof, Gutach im Breisgau                                      | Aufschluss         | Gutach im Breisgau Gemarkung Siegelau  | 48° 9′ 3,6″ N, 7° 59′ 0,5″ O    |      | Geologische Einheit: Orthogneis                                                                     |
| 757                  | Böschung unterhalb der Burgmauer Ruine Lichteneck, Kenzingen                       | Aufschluss         | Kenzingen Gemarkung Hecklingen         | 48° 10′ 19,3″ N, 7° 46′ 4,1″ O  |      | Geologische Einheit: Mittlerer Muschelkalk                                                          |
| 758                  | Lösswand hinter der Brauerei Riegel, Riegel                                        | Aufschluss         | Riegel am Kaiserstuhl                  | 48° 8′ 44,4″ N, 7° 45′ 5,9″ O   |      | Geologische Einheit: Löss                                                                           |
| 759                  | Kiesgrube am östl. Ortsausgang von Sasbach                                         | Aufschluss         | Sasbach am Kaiserstuhl                 | 48° 8′ 21,2″ N, 7° 37′ 38,5″ O  |      | Geologische Einheit: Rheinschotter                                                                  |
| 760                  | Aufgelassene Sandgrube bei Obersexau, Sexau                                        | Aufschluss         | Sexau                                  | 48° 8′ 13,2″ N, 7° 56′ 4,5″ O   |      | Geologische Einheit: Orthogneis                                                                     |
| 761                  | Ehemaliger Pochestandort, heute Acker, E unterhalb der Hochburg                    | Landschaftselement | Sexau                                  | 48° 6′ 55,4″ N, 7° 54′ 14,9″ O  |      | Geologische Einheit: ?                                                                              |
| 762                  | Ostseite des Hornwalds W von Sexau am Weg zur Hochburg                             | Landschaftselement | Sexau                                  | 48° 6′ 52,3″ N, 7° 53′ 58,5″ O  |      | Geologische Einheit: Rotliegend                                                                     |
| 763                  | Quarzriff Dürrstein, Simonswald                                                    | Felsformation      | Simonswald Gemarkung Altsimonswald     | 48° 6′ 37,6″ N, 8° 6′ 43,6″ O   |      | Geologische Einheit: Quarz                                                                          |
| 764                  | Kleiner Steinbruch N Heimbach im Muschelkalk, Teningen                             | Aufschluss         | Teningen Gemarkung Heimbach            | 48° 10′ 16,9″ N, 7° 49′ 59,9″ O |      | Geologische Einheit: Mittlerer Muschelkalk                                                          |
| 765                  | Steinbruch ca. 800 m N von Heimbach                                                | Aufschluss         | Teningen Gemarkung Heimbach            | 48° 10′ 13,6″ N, 7° 49′ 52,7″ O |      | Geologische Einheit: Mittlerer Muschelkalk                                                          |
| 766                  | Aufg. Steinbruch NW von Landeck                                                    | Aufschluss         | Teningen Gemarkung Heimbach            | 48° 9′ 32,5″ N, 7° 50′ 0,9″ O   |      | Geologische Einheit: Unterer Muschelkalk Oberer Muschelkalk                                         |
| 767                  | Aufgelassener Steinbruch SW Kreuzacker (Westseite Nimberg), Teningen               | Aufschluss         | Teningen Gemarkung Nimburg             | 48° 5′ 20,5″ N, 7° 46′ 14,6″ O  |      | Geologische Einheit: Brauner Jura                                                                   |
| 768                  | Strassenanschnitt N von Bottingen, Teningen                                        | Aufschluss         | Teningen Gemarkung Nimburg             | 48° 5′ 45,2″ N, 7° 46′ 54,6″ O  |      | Geologische Einheit: Oberer Muschelkalk                                                             |
| 769                  | Straßenanschnitt in Bottingen                                                      | Aufschluss         | Teningen Gemarkung Nimburg             | 48° 5′ 31,7″ N, 7° 46′ 58,8″ O  |      | Geologische Einheit: Unterer Keuper auf Oberer Muschelkalk                                          |
| 770                  | Waldstraße Siensbach - Kandel                                                      | Aufschluss         | Waldkirch Gemarkung Siensbach          | 48° 5′ 7,6″ N, 8° 1′ 22,4″ O    |      | Geologische Einheit: Metatexit                                                                      |
| 771                  | Schwefelquelle, Waldkirch-Suggental                                                | Quelle             | Waldkirch Gemarkung Suggental          | 48° 4′ 17,5″ N, 7° 55′ 38,9″ O  |      | Geologische Einheit: ?                                                                              |
| 772                  | Weganschnitt 50 m N vom Bürliadamshof, Waldkirch                                   | Aufschluss         | Waldkirch Gemarkung Suggental          | 48° 3′ 59,7″ N, 7° 56′ 7,8″ O   |      | Geologische Einheit: Baryt                                                                          |
| 773                  | Sandgrube Suggental                                                                | Aufschluss         | Waldkirch Gemarkung Suggental          | 48° 4′ 15,5″ N, 7° 55′ 31,7″ O  |      | Geologische Einheit: Orthogneis                                                                     |
| 774                  | Steinbruch N vom Bahnhof Waldkirch                                                 | Aufschluss         | Waldkirch                              | 48° 5′ 53,5″ N, 7° 57′ 42,6″ O  |      | Geologische Einheit: Amphibolit                                                                     |
| 775                  | Großer Kandelfels                                                                  | Felsformation      | Waldkirch                              | 48° 3′ 55,5″ N, 8° 0′ 24,8″ O   |      | Geologische Einheit: Anatexit                                                                       |
| 776                  | Aufgelassener Steinbruch an der Burghalde, Waldkirch                               | Aufschluss         | Waldkirch                              | 48° 5′ 58,1″ N, 7° 57′ 45,9″ O  |      | Geologische Einheit: Amphibolit                                                                     |
| 777                  | Kleiner Wasserfall am Engelswald, Waldkirch                                        | Wasserfall         | Waldkirch                              | 48° 4′ 47″ N, 7° 56′ 13,1″ O    |      | Geologische Einheit: Paragneis                                                                      |